# Philonotis sharpiana
Philonotis sharpiana är en bladmossart som beskrevs av O. Griffin och William Russell Buck 1989. Philonotis sharpiana ingår i släktet källmossor, och familjen Bartramiaceae. Inga underarter finns listade i Catalogue of Life.